# Lecane rhopalura
Lecane rhopalura är en hjuldjursart som först beskrevs av Harry K. Harring och Myers 1926.  Lecane rhopalura ingår i släktet Lecane och familjen Lecanidae. Inga underarter finns listade i Catalogue of Life.